# Olympische Winterspiele 1984/Teilnehmer (Österreich)
| Gelbes Symbol für Goldmedaillen mit stilisierten Olympischen Ringen | Graues Symbol für Silbermedaillen mit stilisierten Olympischen Ringen | Braundes Symbol für Bronzemedaillen mit stilisierten Olympischen Ringen |
| ------------------------------------------------------------------- | --------------------------------------------------------------------- | ----------------------------------------------------------------------- |
| —                                                                   | —                                                                     | 1                                                                       |

Österreich nahm bei den Olympischen Winterspielen 1984 in Sarajevo mit 65 Athleten (58 Männer und 7 Frauen) in neun Sportarten teil.

## Flaggenträger
Fahnenträger bei der Eröffnungsfeier war der alpine Skirennläufer Franz Klammer.

## Medaillen
Das österreichische Team gewann eine einzige Bronzemedaille durch Anton Steiner in der Abfahrt und belegte damit im Medaillenspiegel nur den 17. Platz.
Für die Wintersportnation Österreich, welche vier Jahre zuvor in Lake Placid mit sieben Medaillen den sechsten Platz im Medaillenspiegel belegte, war das Ergebnis von Sarajevo blamabel. Sarajevo 1984 waren die erfolglosesten Winterspiele in der olympischen Geschichte Österreichs.

### Medaillenspiegel
| Rang   | Sportart  | Gold | Silber | Bronze | Gesamt |
| ------ | --------- | ---- | ------ | ------ | ------ |
| 1      | Ski Alpin | —    | —      | 1      | 1      |
| Gesamt | Gesamt    | —    | —      | 1      | 1      |

### Medaillengewinner
| Name/n        | Sportart  | Wettkampf |
| ------------- | --------- | --------- |
| Bronze        |           |           |
| Anton Steiner | Ski Alpin | Abfahrt   |

## Teilnehmer nach Sportarten

### Biathlon
| Athleten                                          | Wettbewerbe        | Zeit        | Fehler         | Rang |
| ------------------------------------------------- | ------------------ | ----------- | -------------- | ---- |
| Franz Schuler                                     | 20 km Einzel       | 1:21:23,0 h | 5 (0+1+2+2)    | 30   |
| Alfred Eder                                       | 10 km Sprint       | 33:17,9 min | 2 (0+2)        | 22   |
| Alfred Eder                                       | 20 km Einzel       | 1:22:52,6 h | 6 (1+2+1+2)    | 34   |
| Rudolf Horn                                       | 10 km Sprint       | 34:46,0 min | 4 (3+1)        | 36   |
| Rudolf Horn                                       | 20 km Einzel       | 1:23:10,8 h | 8 (1+2+3+2)    | 36   |
| Walter Hörl                                       | 10 km Sprint       | 35:02,6 min | 5 (2+3)        | 39   |
| Rudolf Horn Walter Hörl Franz Schuler Alfred Eder | 4 × 7,5 km Staffel | 1:43:16,0 h | 1+11 (1+5 0+6) | 8    |

### Bob
| Athleten                                                                 | Wettbewerb | Lauf 1  | Lauf 2  | Lauf 3  | Lauf 4  | Gesamt      | Gesamt |
| Athleten                                                                 | Wettbewerb | Lauf 1  | Lauf 2  | Lauf 3  | Lauf 4  | Zeit        | Rang   |
| ------------------------------------------------------------------------ | ---------- | ------- | ------- | ------- | ------- | ----------- | ------ |
| Walter Delle Karth jun. Johann Lindner                                   | Zweierbob  | 52,61 s | 53,01 s | 52,33 s | 52,64 s | 3:30,59 min | 12     |
| Peter Kienast Christian Mark                                             | Zweierbob  | 52,79 s | 52,97 s | 52,42 s | 52,47 s | 3:30,65 min | 13     |
| Walter Delle Karth jun. Günter Krispel Ferdinand Grössing Johann Lindner | Viererbob  | 50,60 s | 51,14 s | 51,19 s | 51,28 s | 3:24,21 min | 10     |
| Peter Kienast Franz Siegl Gerhard Redl Christian Mark                    | Viererbob  | 50,83 s | 51,27 s | 51,29 s | 51,24 s | 3:24,63 min | 11     |

### Eishockey
Die österreichische Mannschaft spielte in der Vorrunde gegen Finnland, Kanada, Norwegen, die Tschechoslowakei und die Vereinigten Staaten. Nach fünf Niederlagen gelang ihr ein knapper 6:5-Sieg gegen Norwegen. Damit belegte Österreich Platz fünf in Gruppe B und gesamt den zehnten Rang.
Spieler:
| Athleten |                                                                              |
| Thomas Cijan Rick Cunningham Konrad Dorn Johann Fritz Fritz Ganster Kelly Greenbank Kurt Harand Bernard Hutz Rudolf König Helmut Koren Ed Lebler Giuseppe Mion Helmut Petrik Martin Platzer Herbert Pöck Peter Raffl Michael Rudman Kuno Sekulic Leopold Sivec |                                                                              |
| Vorrunde | Finnland (3:4) Kanada (1:8) Tschechoslowakei (0:13) USA (3:7) Norwegen (6:5) |
| Spiel um Platz 7 | ausgeschieden                                                                |
| Spiel um Platz 5 | ausgeschieden                                                                |
| Finalrunde (Platz 1–4) | ausgeschieden                                                                |
| Platz | 10                                                                           |

### Eisschnelllauf
| Athleten           | Wettbewerbe | Zeit         | Rang |
| ------------------ | ----------- | ------------ | ---- |
| Christian Eminger  | 1000 m      | 1:20,98 min  | 33   |
| Christian Eminger  | 1500 m      | 2:03,18 min  | 28   |
| Michael Hadschieff | 500 m       | 40,52 s      | 32   |
| Michael Hadschieff | 1000 m      | 1:19,05 min  | 22   |
| Michael Hadschieff | 1500 m      | 2:02,06 min  | 20   |
| Michael Hadschieff | 5000 m      | 7:25,07 min  | 13   |
| Michael Hadschieff | 10.000 m    | 14:53,78 min | 5    |
| Werner Jäger       | 1500 m      | 2:01,03 min  | 15   |
| Werner Jäger       | 5000 m      | 7:18,61 min  | 8    |
| Werner Jäger       | 10.000 m    | 15:07,59 min | 12   |
| Heinz Steinberger  | 5000 m      | 7:32,72 min  | 20   |
| Heinz Steinberger  | 10.000 m    | 15:18,19 min | 19   |

### Nordische Kombination
| Athleten           | Skispringen | Skispringen | Skilanglauf | Skilanglauf | Punkte  | Rang |
| Athleten           | Punkte      | Rang        | Punkte      | Rang        | Punkte  | Rang |
| ------------------ | ----------- | ----------- | ----------- | ----------- | ------- | ---- |
| Klaus Sulzenbacher | 204,0       | 7           | 190,570     | 14          | 394,570 | 9    |

### Rodeln
| Athlet                             | Wettbewerb   | Lauf 1   | Lauf 2   | Lauf 3   | Lauf 4   | Gesamt       | Gesamt |
| Athlet                             | Wettbewerb   | Lauf 1   | Lauf 2   | Lauf 3   | Lauf 4   | Zeit         | Rang   |
| ---------------------------------- | ------------ | -------- | -------- | -------- | -------- | ------------ | ------ |
| Frauen                             |              |          |          |          |          |              |        |
| Annefried Göllner                  | Einsitzer    | 42,437 s | 42,643 s | 42,219 s | 42,074 s | 2:49,373 min | 7      |
| Männer                             |              |          |          |          |          |              |        |
| Markus Prock                       | Einsitzer    | 46,458 s | 46,571 s | 46,345 s | 46,465 s | 3:05,839 min | 8      |
| Gerhard Sandbichler                | Einsitzer    | 46,601 s | 46,613 s | 46,542 s | 46,697 s | 3:06,453 min | 10     |
| Georg Fluckinger                   | Einsitzer    | 47,552 s | 47,000 s | 46,989 s | 46,448   | 3:07,989 min | 15     |
| Georg Fluckinger Franz Wilhelmer   | Doppelsitzer | 42,013 s | 41,889 s | -        | -        | 1:23,902 min | 4      |
| Günther Lemmerer Franz Lechleitner | Doppelsitzer | 42,188 s | 41,945 s | -        | -        | 1:24,133 min | 5      |

### Ski Alpin
Anton Steiner, der einzige österreichische Medaillengewinner, kam erst durch zwei Podestplätze bei den Weltcupabfahrten in Wengen und Kitzbühel kurz vor den Winterspielen in die Olympiamannschaft. Im Abschlusstraining für die Olympiaabfahrt musste er sich zudem erst gegen den amtierenden Abfahrtsweltmeister Harti Weirather durchsetzen.
| Athleten           | Wettbewerbe  | 1. Lauf     | 2. Lauf     | Gesamt      | Gesamt |
| Athleten           | Wettbewerbe  | 1. Lauf     | 2. Lauf     | Zeit        | Rang   |
| ------------------ | ------------ | ----------- | ----------- | ----------- | ------ |
| Frauen             |              |             |             |             |        |
| Sylvia Eder        | Abfahrt      | -           | -           | 1:14,97 min | 13     |
| Sylvia Eder        | Riesenslalom | 1:13,00 min | 1:16,03 min | 2:29,03 min | 34     |
| Elisabeth Kirchler | Abfahrt      | -           | -           | 1:14,55 min | 9      |
| Elisabeth Kirchler | Riesenslalom | DNF         | DNF         | DNF         | DNF    |
| Anni Kronbichler   | Riesenslalom | 1:11,40 min | 1:12,77 min | 2:24,17 min | 14     |
| Anni Kronbichler   | Slalom       | 48,84 s     | 49,21 s     | 1:38,05 min | 8      |
| Lea Sölkner        | Abfahrt      | -           | -           | 1:14,39 min | 8      |
| Lea Sölkner        | Slalom       | DNF         | DNF         | DNF         | DNF    |
| Roswitha Steiner   | Riesenslalom | 1:12,09 min | 1:14,47 min | 2:26,56 min | 27     |
| Roswitha Steiner   | Slalom       | 49,22 s     | 48,62 s     | 1:37,84 min | 4      |
| Veronika Wallinger | Abfahrt      | -           | -           | 1:14,76 min | 10     |
| Veronika Wallinger | Slalom       | DNF         | DNF         | DNF         | DNF    |
| Männer             |              |             |             |             |        |
| Franz Klammer      | Abfahrt      | -           | -           | 1:47,04 min | 10     |
| Helmut Höflehner   | Abfahrt      | -           | -           | 1:46,32 min | 5      |
| Erwin Resch        | Abfahrt      | -           | -           | 1:47,06 min | 11     |
| Anton Steiner      | Abfahrt      | -           | -           | 1:45,95 min | Bronze |
| Anton Steiner      | Riesenslalom | DNF         | DNF         | DNF         | DNF    |
| Anton Steiner      | Slalom       | DSQ         | DSQ         | DSQ         | DSQ    |
| Hubert Strolz      | Riesenslalom | 1:21,47 min | 1:21,24 min | 2:42,71 min | 6      |
| Hubert Strolz      | Slalom       | DNF         | DNF         | DNF         | DNF    |
| Hans Enn           | Riesenslalom | DNF         | DNF         | DNF         | DNF    |
| Hans Enn           | Slalom       | 54,05 s     | DNF         | DNF         | DNF    |
| Franz Gruber       | Riesenslalom | 1:21,03 min | 1:21,05 min | 2:42,08 min | 4      |
| Franz Gruber       | Slalom       | DSQ         | DSQ         | DSQ         | DSQ    |

### Skilanglauf
| Athleten                                                     | Wettbewerbe       | Zeit        | Rang |
| ------------------------------------------------------------ | ----------------- | ----------- | ---- |
| Männer                                                       |                   |             |      |
| Franz Gattermann                                             | 30 km             | 1:36:03,9 h | 31   |
| Franz Gattermann                                             | 50 km             | 2:26:40,8 h | 29   |
| Andreas Gumpold                                              | 15 km             | 46:34,5 min | 53   |
| Peter Juric                                                  | 30 km             | 1:37:06,6 h | 35   |
| Peter Juric                                                  | 50 km             | 2:28:38,8 h | 33   |
| Alois Stadlober                                              | 15 km             | 43:51,6 min | 25   |
| Alois Stadlober                                              | 50 km             | 2:25:26,3 h | 24   |
| Franz Gattermann Andreas Gumpold Peter Juric Alois Stadlober | 4 × 10 km Staffel | 2:04:39,0 h | 11   |

### Skispringen
| Athleten        | Wettbewerb    | 1. Durchgang | 1. Durchgang | 2. Durchgang | 2. Durchgang | Gesamt | Gesamt |
| Athleten        | Wettbewerb    | Weite        | Punkte       | Weite        | Punkte       | Punkte | Rang   |
| --------------- | ------------- | ------------ | ------------ | ------------ | ------------ | ------ | ------ |
| Andreas Felder  | Normalschanze | 84,0 m       | 99,9         | 87,0 m       | 105,7        | 205,6  | 6      |
| Andreas Felder  | Großschanze   | 94,0 m       | 80,8         | 99,5 m       | 89,5         | 170,3  | 28     |
| Armin Kogler    | Normalschanze | 72,0 m       | 74,7         | 74,0 m       | 78,4         | 153,1  | 52     |
| Armin Kogler    | Großschanze   | 106,0 m      | 103,1        | 99,5 m       | 92,5         | 195,6  | 6      |
| Hans Wallner    | Normalschanze | 83,0 m       | 97,8         | 79,0 m       | 88,9         | 186,2  | 24     |
| Hans Wallner    | Großschanze   | 94,0 m       | 80,3         | 100,0 m      | 93,2         | 173,5  | 24     |
| Ernst Vettori   | Normalschanze | 84,5 m       | 97,2         | 72,5 m       | 76,0         | 173,2  | 36     |
| Manfred Steiner | Großschanze   | 96,0 m       | 85,6         | 84,0 m       | 63,8         | 149,4  | 41     |